# Jonathan Coeffic
Jonathan Coeffic (ur. 1 czerwca 1981 r. w Villeurbanne) – francuski wioślarz, brązowy medalista w wioślarskiej czwórce podwójnej podczas Letnich Igrzysk Olimpijskich w Pekinie.

## Osiągnięcia
- Igrzyska Olimpijskie – Ateny 2004 – czwórka podwójna – 13. miejsce[1].
- Mistrzostwa Świata – Monachium 2007 – czwórka podwójna – 2. miejsce[1].
- Igrzyska Olimpijskie – Pekin 2008 – czwórka podwójna – 3. miejsce[1].
- Mistrzostwa Świata – Poznań 2009 – czwórka podwójna – 5. miejsce[2].